# KHC Dragons
Pour les articles homonymes, voir KHC.
Maillots
Le KHC Dragons, ou simplement Les Dragons, est un club belge de hockey sur gazon situé à Brasschaat au nord d'Anvers. Le club est membre de l'ARBH et appartient au top du hockey belge, masculin et féminin. Le matricule des Dragons est le 704.

## Hommes
L'équipe première des Dragons joue dans la plus haute division du hockey belge, la Division d'Honneur, depuis 1986. Après les titres de la fin du siècle passé et du début des années 2000, il a fallu que les Dragons attendent sept ans pour un nouveau titre. En 2010, les Dragons battent le Royal Racing Club Bruxelles en finale. 
Grâce à ce titre, le club brasschaatois peut accéder à l'Euro Hockey League pour la première fois. En 2011, les Dragons atteignent les quarts de finale où ils sont éliminés par le Reading HC (en) après des shoot outs.
En 2012, les Anversois prennent leur revanche contre les Anglais : à Rotterdam, les Dragons l'emportent 3-1 contre le Reading HC en quarts de finale. En demi-finale, le KHC Dragons s'incline contre le UHC Hambourg. Ils remportent le match pour la troisième place face au HC Rotterdam.
En 2013, le KHC Dragons atteint la finale de la compétition après avoir éliminé le Reading HC et le Rot-Weiss Köln mais s'incline 0-2 face au HC Bloemendaal.

### Palmarès Hommes
- Champion de Belgique (9) : 1997, 1999, 2000, 2001, 2003, 2010, 2011, 2015, 2016, 2017, 2018.
- Vainqueur de la Coupe de Belgique (3) : 1993, 2002, 2005
- Champion de Belgique en salle (1) : 1999
- EuroHockey Club Champions Trophy (2) : 2001
- EuroHockey Cup Winners Trophy (2) : 2003, 2005

### Noyau 2011-2012
| No.        | Nom                | Nationalité | Date de naissance   | Ancien Club              |
| ---------- | ------------------ | ----------- | ------------------- | ------------------------ |
| Gardiens   |                    |             |                     |                          |
| 1          | Manu Leroy         | Belgique    | 27-01-1980          | 2009 Louvain             |
| 22         | Matteo Gryspeerdt  | Belgique    | 07-02-1992          | 2010-2011 Pingouin       |
| Défenseurs |                    |             |                     |                          |
| 2          | Manu Stockbroeckx  | Belgique    | 06-05-1983          | 2011 Dragons jeunes      |
| 3          | Arthur Van Doren   | Belgique    | 02-02-1987          | 2010 Dragons jeunes      |
| 7          | Loick Luypaert     | Belgique    | 19-08-1991          | 2007-2009 Herakles       |
| 12         | Gilles Petre       | Belgique    | . . - . . - . . . . | 2008 Den Bosch           |
| 13         | Thierry Stumpe     | Belgique    | . . - . . - . . . . | 2000 Victory             |
| 15         | Loïc Vandeweghe    | Belgique    | 29-03-1983          | 2006-2010 La Gantoise    |
| Milieu     |                    |             |                     |                          |
| 6          | Eugene Magee       | Irlande     | . . - . . - . . . . | 2007-2007 HGC            |
| 8          | Charles Vandeweghe | Belgique    | 14-10-1982          | 2006-2010 La Gantoise    |
| 19         | Felix Denayer      | Belgique    | 31-01-1990          | Dragons jeunes           |
| 20         | Louis Rombouts     | Belgique    | 02-11-1993          | Dragons jeunes           |
| 27         | Stephen Butler     | Irlande     | . . - . . - . . . . | ?                        |
| Attaquants |                    |             |                     |                          |
| 9          | Anthony Bosschman  | Belgique    | 12-05-1992          | 2000-2010 Dragons jeunes |
| 11         | Florent Van Aubel  | Belgique    | 25-10-1991          | 2009 Orée                |
| 17         | Matthew Cobbaert   | Belgique    | 15-05-1993          | 2010 Dragons jeunes      |
| 18         | Jeffrey Thys (C)   | Belgique    | 14-04-1988          | Dragons jeunes           |
| 23         | Renaud Pangrazio   | Belgique    | 30-04-1988          | 2005-2009 Louvain        |

### Le Staff
| Fonction        | Nom          | Nationalité |
| --------------- | ------------ | ----------- |
| Coach           | Eric Verboom | Pays-Bas    |
| Assistant coach | Jean Willems | Belgique    |
| Manager         | Raf Arts     | Belgique    |

## Dames

### Palmarès Dames
- Champion de Belgique (1) : 1994
- Vainqueur de la Coupe de Belgique (2) : 1994, 2005
- Champion de Belgique en salle (1) : 1997

### Noyau 2011-2012
| No.      | Nom                    | Nationalité | Date de naissance   | Ancien club         |
| -------- | ---------------------- | ----------- | ------------------- | ------------------- |
| Gardien  |                        |             |                     |                     |
| 1        | Alexandra Heerbaart    | Belgique    | 01-11-1994          | 2010 Dragons jeunes |
| Joueuses |                        |             |                     |                     |
| 2        | Emilie Calderon        | Belgique    | . . - . . - . . . . | 2011 Victory        |
| 3        | Laura Patriarche       | Belgique    | 30-06-1990          | ?                   |
| 4        | Louise Cavenaile       | Belgique    | 17-02-1989          | 2011 Uccle Sport    |
| 5        | Stephanie De Groof     | Belgique    | 29-05-1991          | Dragons jeunes      |
| 6        | Stephanie Rummens      | Belgique    | 12-05-1993          | Dragons jeunes      |
| 8        | Eeke Van De Ven        | Belgique    | . . - . . - . . . . | 2010 Louvain        |
| 9        | Erica Coppey           | Belgique    | 08-09-1991          | ?                   |
| 10       | Julie Scheers          | Belgique    | . . - . . - . . . . | 2010 Léopold        |
| 12       | Nathalie Smeets        | Belgique    | . . - . . - . . . . | ?                   |
| 13       | Sofie Van Ranst        | Belgique    | . . - . . - . . . . | ?                   |
| 14       | Emilie Sinia           | Belgique    | 03-05-1985          | 2011 Uccle Sport    |
| 15       | Thaïs Smeekens         | Belgique    | . . - . . - . . . . | 2010 Pingouin       |
| 16       | Justine Devooght       | Belgique    | 21-04-1993          | 2011 Beerschot      |
| 17       | Caroline Van Ranst (C) | Belgique    | . . - . . - . . . . | ?                   |
| 19       | Lieselotte Van Lindt   | Belgique    | 10-05-1989          | 2010 Louvain        |
| 21       | Tiffany Thys           | Belgique    | . . - . . - . . . . | 2010 Victory        |
| ?        | Naomi Lootens          | Belgique    | 23-09-1995          | 2011 Dragons jeunes |

### Le Staff
| Fonction        | Nom           | Nationalité |
| --------------- | ------------- | ----------- |
| Coach           | Gilles Petre  | Belgique    |
| Assistant coach | Robin Geen    | Belgique    |
| Manager         | Katrin Leysen | Belgique    |